# Jak zostać gwiazdą
Jak zostać gwiazdą (American Dreamz) – amerykański film komediowy z 2006 roku. Reżyserem i autorem scenariusza był Paul Weitz. Film stanowi satyrę na programy telewizyjne typu talent show, a zarazem na ówczesnego prezydenta USA George'a W. Busha i jego administrację. W postać wzorowaną na Bushu wcielił się Dennis Quaid. Z kolei Hugh Grant wystąpił w roli będącej parodią twórcy i słynnego jurora anglojęzycznych wersji m.in. Idola, Simona Cowella.

## Opis fabuły
Film opowiada historię jednej z edycji popularnego programu telewizyjnego, w którym piosenkarze-amatorzy mają szansę zrobić ogólnokrajową karierę i zdobyć popularność. Przyglądamy się zwłaszcza dwóm uczestnikom. Jednym z nich jest kelnerka z prowincjonalnego miasteczka w Ohio, która jest gotowa zrobić dla kariery dosłownie wszystko. Jej rywalem jest były islamski bojownik z Bliskiego Wschodu, który w głębi serca zawsze był wielkim fanem amerykańskich musicali. Tymczasem w Białym Domu niezbyt inteligentny prezydent, kontrolowany we wszystkim przez swego szefa kancelarii, rozpoczyna właśnie drugą kadencję. Jego notowania spadają i aby przypodobać się wyborcom, ma zostać jurorem w programie.

## Obsada
- Hugh Grant jako Martin Tweed
- Dennis Quaid jako prezydent Joseph Staton
- Marcia Gay Harden jako Pierwsza Dama
- Willem Dafoe jako szef kancelarii
- Mandy Moore jako Sally
- Chris Klein jako William
- Jennifer Coolidge jako matka Sally
- Sam Golzari jako Omer
- Seth Meyers jako agent Sally
- Tony Yalda jako Iqbal
- Shohreh Aghdashloo jako Nazneen
- Noureen DeWulf jako Shazzy
- Judy Greer jako Deborah
- John Cho jako Frank
- Adam Busch jako Sholem

i inni

## Produkcja i wyniki
Film został wyprodukowany przez wytwórnię Universal Studios. Zdjęcia w całości powstały na terenie Los Angeles. Budżet filmu wyniósł ok. 17 mln dolarów. Łączny przychód z niego wyniósł ok. 16,5 mln dolarów, z czego aż 56,3% przyniosło wyświetlanie w kinach poza USA. Przedsięwzięcie zakończyło się więc stratami na poziomie ok. 500 tysięcy dolarów.